# Шевелёв, Игорь Александрович
И́горь Алекса́ндрович Шевелёв (29 сентября 1932— 8 февраля 2010) — советский и российский физиолог, специалист в области нейрофизиологии и психофизиологии сенсорных систем, профессор, академик РАН (2000).

## Биография
Родился в Москве. Отец — Шевелёв Александр Борисович (1894—1975) — врач, профессор, мать — Меллер Мина Соломоновна (1898—1978) — врач, доцент.
Окончил среднюю школу № 59 с золотой медалью (1950).
В 1956 окончил 2-й Московский медицинский институт им. Н. И. Пирогова. В 1956—1958 хирург Медсанчасти № 30 (Москва).
В 1958 г. поступил в аспирантуру Института высшей нервной деятельности и нейрофизиологии в 1962 г. защитил кандидатскую диссертацию. Доктор биологических наук (1970).
С 1961 на работе в Институте высшей нервной деятельности и нейрофизиологии АН СССР. В 1961—1964 научный сотрудник, 1964—1967 заместитель директора, 1967—1972 — ст. н. с., с 1972 г. зав. лабораторией физиологии анализаторов, в 2000—2006 директор Института высшей нервной деятельности и нейрофизиологии РАН.
Профессор кафедры высшей нервной деятельности биологического факультета МГУ им. М. В. Ломоносова (1977—1983, с 1997).
Член-корреспондент РАН c 1997 г. — Отделение физиологии (физиология человека и животных), академик РАН c 2000 г. — Отделение биологических наук.
С 2000 г. — главный редактор Журнала высшей нервной деятельности им. И. П. Павлова.
Член Нью-Йоркской Академии наук (1993).
Награждён Орденом Почёта (Указ от 25 декабря 2003 года), тремя медалями СССР. Премия Правительства России (2005).
Похоронен в Москве на Востряковском кладбище.

## Семья
Жена — Шевелёва (Кнутова) Людмила Юрьевна (1932—1987). Двое детей.
Жена — Михайлова Елена Семёновна (р. 1947) — д. б. н., нейрофизиолог.